# Wiaczesław Płatonow
Wiaczesław Aleksiejewicz Płatonow (ur. 21 stycznia 1939 w Puszkinie, zm. 26 grudnia 2005 w Petersburgu) – rosyjski siatkarz, trener. Zasłużony Trener ZSRR (1978) i Rosji (1972). Członek KPZR-u.

## Kariera zawodnicza
Wiaczesław Płatonow karierę zawodniczą rozpoczął w 1954 roku w SKIF Leningrad, skąd w 1957 roku przeszedł do SKA Leningrad. W 1965 roku został zawodnikiem Spartaka Leningrad, gdzie w 1971 roku zakończył zawodniczą karierę. W 1959 roku z drużyną Leningradu został mistrzem ZSRR, a w 1961 roku ukończył studia na Wydziale Wychowania Fizycznego i Sportu Leningradzkiego Instytutu Pedagogicznego.

## Kariera trenerska
Wiaczesław Płatonow jeszcze w czasie kariery zawodniczej rozpoczął karierę trenerską w Spartaku Leningrad, w którym pracował do 1971 roku. Następnie został trenerem reprezentacji ZSRR juniorów, z którym trzykrotnie zdobył mistrzostwo Europy juniorów (1971, 1973, 1975). W latach 1975–1977 trenował kuwejcki klub Kadissiya.
W latach 1977–1985 oraz 1990–1992 był selekcjonerem reprezentacji ZSRR, z którą odnosił największe sukcesy w historii radzieckiej siatkówki. W 1980 roku jego drużyna na igrzyska Moskwa 1980 zdobyła złoto olimpijskie. Dwukrotnie z reprezentacją sięgnął po tytuł mistrza świata (1978, 1982, brąz - 1990), sześciokrotnie mistrzostwo Europy (1977, 1979, 1981, 1983, 1985, 1991, w czterech pierwszych edycjach pokonując w finale reprezentację Polski) oraz trzykrotnie sięgnął po Puchar Świata (1977, 1981, 1991).
W latach 1977–1989 trenował również Awtomobilist Leningrad, który pod jego wodzą 10-krotnie zdobywał medale mistrzostw ZSRR (srebro – 1977, 1978, 1979, 1980, 1981, 1982, brąz – 1985, 1987, 1988, 1989) – dwukrotnie sięgnął po Puchar ZSRR (1983, 1989), dwukrotnie po Puchar Europy (1982, 1983), dwukrotnie po Puchar CEV (1988, 1989).
W latach 1989–1990 oraz 1992–1995 trenował fiński Raision Loimu, z którym w 1990 roku zdobył mistrzostwo Finlandii. W latach 1992–1995 był selekcjonerem reprezentacji Finlandii, z którą zajął 5. miejsce w Lidze Światowej 1993.
W latach 1996–1997 był trenerem reprezentacji Rosji, która pod jego wodzą dwukrotnie zdobyła brązowy medal w Lidze Światowej (1996, 1997), a także startowała na igrzyskach olimpijskich 1996 w Atlancie (4. miejsce) oraz na mistrzostwach Europy 1997 (5. miejsce).
Od 1995 roku do śmierci był trenerem Awtomobilistu Petersburg, który w tym czasie nie nawiązał już do sukcesów drużyny z lat 80. (zajmował miejsca w środku tabeli w Rosyjskiej Superlidze).
Wiaczesław Płatonow kilkakrotnie był wybierany siatkarskim Trenerem Roku. W 2001 roku wraz z Yasutaką Matsudairą został wybrany najlepszym siatkarskim trenerem XXI wieku. W 2002 roku obok Tomasza Wójtowicza i Lang Ping, został uroczyście wprowadzony do Volleyball Hall of Fame, czyli Panteonu Sław Siatkówki w kolebce tej dyscypliny, w amerykańskiej miejscowości Holyoke w stanie Massachusetts.
Wiaczesław Płatonow zmarł po długiej chorobie w nocy z 25 na 26 grudnia 2005 roku. Został pochowany 29 grudnia 2005 roku na cmentarzu św. Mikołaja w Ławrze Aleksandra Newskiego w Petersburgu.

## Największe sukcesy

### Zawodnicze
- Mistrzostwa ZSRR:
  -  1959 (z Leningradem)

### Trenerskie
- Igrzyska Olimpijskie:
  -  1980 (z ZSRR)
- Liga Światowa:
  -  1996, 1997 (z Rosją)
- Mistrzostwa Świata:
  -  1978, 1982 (z ZSRR)
  -  1990 (z ZSRR)
- Mistrzostwa Europy:
  -  1977, 1979, 1981, 1983, 1985, 1991 (z ZSRR)
- Młodzieżowe Mistrzostwa Europy:
  -  1971, 1973, 1975 (z ZSRR U-21)
- Puchar Świata:
  -  1977, 1981, 1991 (z ZSRR)
- Mistrzostwa ZSRR:
  -  1977, 1978, 1979, 1980, 1981, 1982 (z Awtomobilistem Leningrad)
  -  1985, 1987, 1988, 1989 (z Awtomobilistem Leningrad)
- Puchar ZSRR:
  -  1983, 1989 (z Awtomobilistem Leningrad)
- Mistrzostwa Finlandii:
  -  1990 (z Raision Loimu)
  -  1993, 1994 (z Raision Loimu)
- Puchar Europy Mistrzów Krajowych:
  -  1982, 1983 (z Awtomobilistem Leningrad)
  -  1981 (z Awtomobilistem Leningrad)
- Puchar CEV:
  -  1988, 1989 (z Awtomobilistem Leningrad)

## Odznaczenia
- Order Przyjaźni Narodów (1980)
- Order Znak Honoru (1985)
- Order Honoru (Rosja) (1999)